# Cornelis de Wael

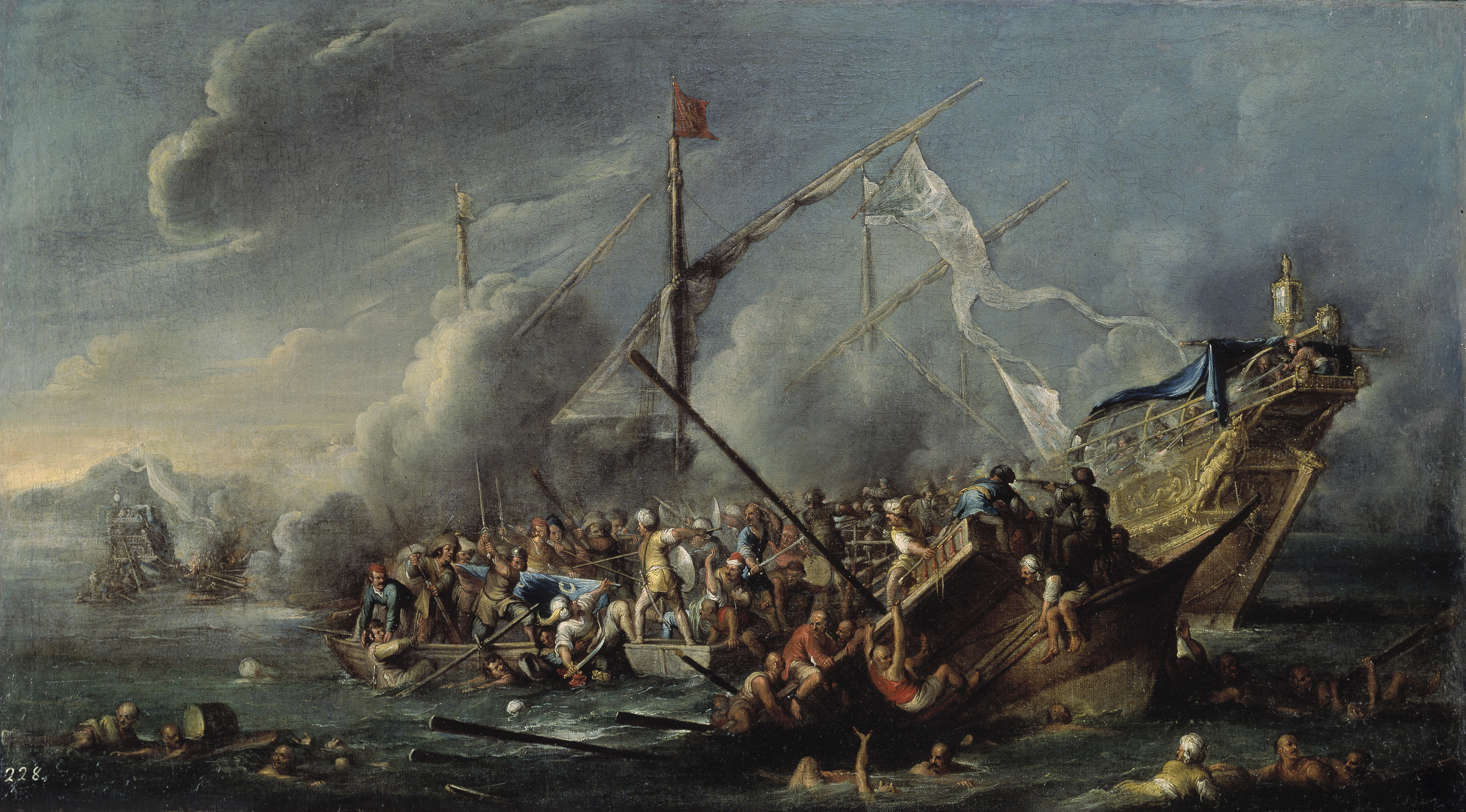
Combat naval entre espanyols i turcs, oli sobre llenç, 62 x 110 cm, Madrid, Museu del Prado.

Cornelis de Wael (Anvers, 1592 – Roma, 1667), va ser un marxant i pintor barroc flamenc.
Fill de Jan de Wael i germà menor de Lucas de Wael, va ser batejat a l'església de Sant Andreu d'Anvers el 7 de setembre de 1592. Amb vint-i-un anys acabats de complir es va traslladar a Gènova amb el seu germà Lucas, on va exercir com a comerciant i col·leccionista d'art i com a pintor, a més d'oferir la seva hospitalitat a altres pintors flamencs en viatge per Itàlia, entre ells a Anton van Dyck, que va retratar als germans junts en un llenç del que després va obrir un gravat Václav Hollar, i l'itinerari del qual per Itàlia es coneix amb detall gràcia a la correspondència de Cornelis de Wael. El 1627 va ingressar en el gremi de Sant Lluc de Roma, on viatjava amb freqüència i on es va instal·lar definitivament cap a 1656.
Tot i que encasellat a vegades com a pintor de batalles a la manera de Sebastian Vranckx i Pieter Meulener, del que són testimoniatge els seus nombrosos dibuixos i el Setge d'Oostende del Museu del Prado, amb un horitzó molt elevat i una visió panoràmica gairebé topogràfica del terreny, la veritat és que Waeel va conrear els més variats gèneres. Proper als bamboccianti, va pintar escenes camperoles i paisatges poblats sempre per un elevat nombre de figures component escenes de gènere o religioses, com la sèrie de les Obres de misericòrdia, de la qual algun exemplar es conserva al Palazzo Bianco de Gènova, o el Pas del mar Rojo (Viena, Kunsthistorisches Museum), a més de marines i escenes de port amb batalles navals, en les quals s'enfronten cristians i turcs, gènere del que el Museu del Prado conserva quatre exemplars d'acusat barroquisme i un clar predomini de les diagonals, procedents tots ells de la col·lecció real espanyola que, segons Arnold Houbraken, s'hauria explicat entre els patrons del pintor.